# 博尔扎诺诺瓦雷塞
博尔扎诺诺瓦雷塞（義大利語：Bolzano Novarese），是意大利诺瓦拉省的一个市镇。总面积3平方公里，人口1144人，人口密度381.3人/平方公里（2009年）。ISTAT代码为003022。